# Ostrohe
Ostrohe là một đô thị thuộc huyện Dithmarschen, trong bang Schleswig-Holstein, Đức. Đô thị Ostrohe có diện tích 6,7 km².